# Aureli Altimira
 (octobre 2014).
Si vous disposez d'ouvrages ou d'articles de référence ou si vous connaissez des sites web de qualité traitant du thème abordé ici, merci de compléter l'article en donnant les références utiles à sa vérifiabilité et en les liant à la section « Notes et références ».
Aureli Altimira Herce, né le 21 février 1968 à Cardedeu (province de Barcelone, Espagne), est un footballeur espagnol qui jouait au poste d'attaquant reconverti en entraîneur. Il est actuellement responsable de la formation au FC Barcelone.

## Biographie

### Joueur
Altimira débute dans l'équipe de sa localité natale, Cardedeu. En 1979, il rejoint les alevins du FC Barcelone. Deux ans après, il quitte le Barça et retourne à Cardedeu. Il joue ensuite au EC Granollers. Le FC Barcelone le récupère pour qu'il joue avec les juniors.
Il joue ensuite pendant trois saisons au FC Barcelone C (1986-1989) avec qui il obtient une promotion en Segunda División B.
En 1989, il joue avec le FC Barcelone B en deuxième division. Il joue deux matchs avec l'équipe première mais ne débute pas en première division.
En été 1990, Altimira est prêté à l'UE Figueres qui milite en deuxième division. Il reste pendant deux saisons à Figueres. Avec Tito Vilanova, il fait partie de l'équipe de Figueres qui rate de peu la montée en première division lors de la saison 1991-1992.
En juillet 1992, à la fin de son contrat avec le FC Barcelone, Altimira signe avec le CD Badajoz qui est en D2. Il reste durant trois saisons à Badajoz.
En 1995, il rejoint Málaga CF, puis l'AEC Manlleu en 1996.
Altimira joue ensuite avec CF Gavà (1997-2000) et Guixols (2000-2002). Il met un terme à sa carrière de joueur en 2002.

### Préparateur physique
En 2002, Altimira qui est diplômé en éducation physique, devient préparateur physique du FC Barcelone C et des juniors du club barcelonais.
Lors de la saison 2007-2008, Altimira retrouve au FC Barcelone B son ami Pep Guardiola avec qui il a coïncidé dans les équipes de jeunes de La Masia. Cette saison-là, le Barça B entraîné par Guardiola monte en Segunda División B.
En 2008, Guardiola devient entraîneur de l'équipe première et emmène avec lui Aureli Altimira.
Altimira est préparateur de l'équipe première du FC Barcelone jusqu'en mai 2014. Il devient ensuite coordinateur du football formateur sous les ordres de Jordi Roura.